# Estatueta de Quéops
A estatueta de Quéops ou a estatueta de marfim de Quéops é uma estatueta do Antigo Egito. Significativa, foi encontrado em 1903 por Flinders Petrie durante a escavação de Com Sultão em Abidos, no Egito. Retrata Quéops, um faraó da IV dinastia do Reino Antigo e o construtor da Grande Pirâmide. Esta pequena figura sentada é a única representação tridimensional conhecida de Quéops que sobreviveu praticamente intacta, embora também haja vários fragmentos de estátuas. A maioria dos egiptólogos considera-a contemporânea como contemporânea de seu reinado. No entanto, devido à origem incomum, sua datação tem sido questionada repetidamente. O egiptólogo Zahi Hawass duvida que seja do Reino Antigo; seu argumento de que a estatueta pertence à XVI dinastia não recebeu muito crédito, mas ainda não foi refutado. Seu propósito ritual também não é claro. Se fosse contemporâneo de Quéops, fazia parte do culto tradicional à estátua ou do culto mortuário. Se a estatueta for de um período posterior, provavelmente serviu (conforme alegado por Hawass) como uma oferenda votiva. O artista da estatueta é desconhecido.

## Descrição
A estatueta de marfim tem cerca de 7,5 centímetros de altura, 2,9 centímetros de comprimento e c. 2,6 centímetros de largura e está parcialmente danificada. Sua superfície externa era originalmente lisa e polida até brilhar. A estatueta retrata Quéops com a coroa vermelha (dexerete) do Baixo Egito. O rei se senta num trono sem decoração, com costas baixas. Em sua mão direita, que é colocada sobre o peito, segura um mangual contra seu ombro direito com o mangual deitado sobre seu braço. Seu braço esquerdo está dobrado com o antebraço apoiado na coxa esquerda. A mão esquerda está aberta, com a palma apoiada no joelho esquerdo. Seus pés se soltaram, junto com o pedestal. A coroa vermelha está danificada - tanto a crista nas costas quanto a espiral decorativa na frente se quebraram. Sua cabeça é ligeiramente superproporcional em relação ao corpo, com orelhas grandes e salientes. Seu queixo é anguloso e não usa a barba cerimonial faraônica. O rei usa uma tanga curta pregueada - a parte superior de seu corpo está nua. No lado direito, no joelho de Quéops está o nome de Hórus "Mejedu" e no lado esquerdo do joelho, os traços muito tênues da extremidade de seu nome "Quenum-Cufu" são visíveis num cartucho.

## Descoberta
O artefato foi encontrado em 1903 por Flinders Petrie na necrópole de Com Sultão em Abidos numa das salas da "Armazém C" do grande complexo de templos em ruínas de Osíris-Quenti-Amentiu (rotulado no plano de escavação como " Edifício K") no setor sul. O templo de Com Sultão foi dedicado ao deus chacal Quenti-Amentiu desde o início do período dinástico até cerca de meados da III dinastia. No Reino Médio, um santuário em homenagem ao deus mumiforme Osíris foi construído no local. Quenti-Amentiu e Osíris se fundiram muito cedo e o complexo do templo foi visto como o Santuário de Osíris-Quenti-Amentiu. Restos de gesso de estátuas de madeira do mesmo período também foram encontrados na mencionada sala do Armazém C. A estatueta, por sua vez, estava inicialmente sem cabeça; Petrie atribuiu este dano a alguma forma de acidente durante a escavação. Quando Petrie percebeu o significado da descoberta, interrompeu todo o trabalho e anunciou uma recompensa pela recuperação da cabeça. Três semanas depois, a cabeça foi encontrada entre os detritos da sala após uma peneira intensiva. Hoje, a estatueta restaurada está no Museu Egípcio no Cairo, na sala 32 com o número de inventário JE 36143.
As circunstâncias da descoberta da estatueta foram chamadas de "incomuns" e "contraditórias". Zahi Hawass, em particular, vê a situação de localização como um forte argumento para suas dúvidas sobre a datação. Argumenta que nenhum edifício que certamente data da IV dinastia foi escavado em Abidos ou Com Sultão e que Petrie estava estritamente falando apenas convencido de que a Sala C deve ter sido um templo ou santuário da IV dinastia por causa da descoberta da estatueta. Mas o edifício K (ao lado dos armazéns) acabou por fazer parte de um complexo de edifícios da VI dinastia. Vários objetos da I, II, VI e XXX dinastias foram encontrados no templo, mas nada que possa ser datado com certeza da IV. Além disso, o templo não parece ter sido usado durante este período. Petrie não conseguiu encontrar nenhuma evidência de edifícios da época de Quéops em suas escavações, mas explicou isso com uma referência aos historiadores gregos Heródoto e Diodoro Sículo, que relatam que Quéops proibiu a construção de templos e santuários aos deuses durante seu reinado. No entanto, recentemente Richard Bussmann apontou para um fragmento de calcário não publicado em Abidos com o nome de Quéops, que mostra que pelo menos parte da atividade de construção em Abidos pertence a ele. Bussmann pergunta, portanto, se o Edifício K poderia ter sido um templo para o culto de Quéops.

## Significado histórico

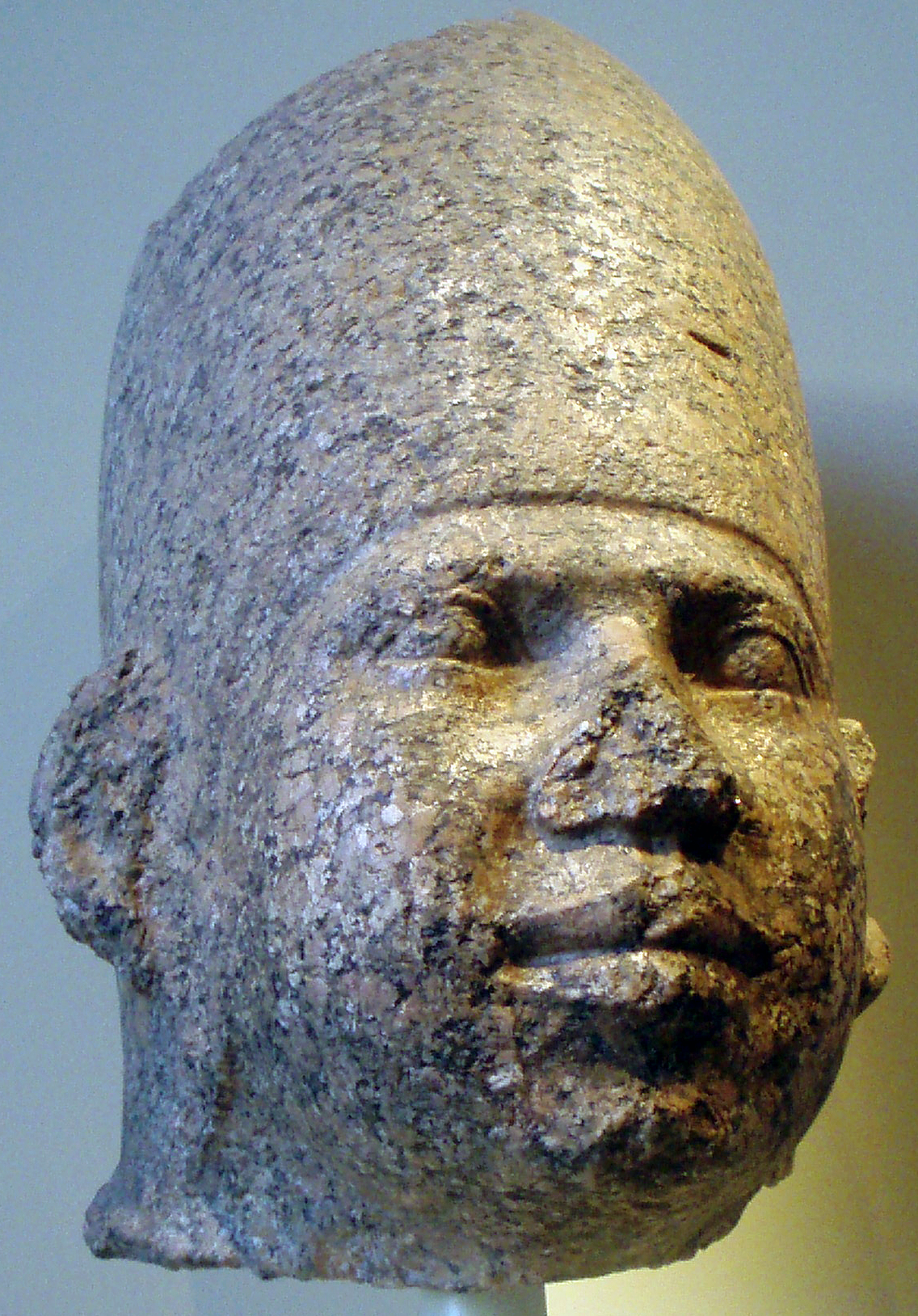
Cabeça Real de Brooklyn

A estatueta é o único objeto tridimensional completo que representa Quéops. Costuma-se dizer que a pequena estatueta de marfim é a única estátua sobrevivente dele. No entanto, também existem vários fragmentos de alabastro de estátuas sentadas, que foram encontrados por George Reisner durante suas escavações em Gizé. Ao todo, Rainer Stadelmann estima que cerca de cinquenta estátuas deviam estar no templo mortuário do rei originalmente. Estimou que de 21 a 25 estátuas foram assumidas pelo sucessor de Quéops, Ratoises. Nas bases das estátuas, entretanto, o título real completo do rei foi inscrito; hoje os nomes sobrevivem apenas em fragmentos, mas são suficientes para permitir uma certa identificação. Estes usavam o nome completo (Quenum-Cufu) tão frequentemente quanto a forma abreviada (Cufu). Em um dos fragmentos de uma pequena estátua sentada, os pés do rei sobrevivem até os tornozelos. À direita de seus pés está a sílaba "fu" em um cartucho, que pode ser facilmente reconstruída como o nome do rei "Cufu".
O fragmento C2 de pedra de Palermo relata a criação de duas colossais estátuas do rei - uma de cobre e outra de ouro puro. Várias cabeças de estátuas também sobreviveram, que às vezes são atribuídas a Quéops por causa de suas características estilísticas. Os mais conhecidos deles são a "Cabeça Real de Brooklyn" em granito rosa e a "Cabeça Real de Munique" em calcário. Um exemplo incomum é a parte frontal de uma estátua de carneiro de basalto polido, com os nomes de Hórus e cartucho de Quéops nela.

## Datação
A maioria dos egiptólogos situou a estatueta no Reino Antigo na época de Quéops. Petrie estava especialmente certo de que a figura devia derivar da 4ª dinastia. O principal argumento para datá-la da IV dinastia é o nome na estatueta. O estilo em comparação com as obras de arte do mesmo período e dinastias anteriores foi citado como evidência adicional. Rainer Stadelmann apontou que o trono da estatueta é modelado no trono cúbico de costas curtas do Período Pré-Dinástico. Barry J. Kemp e William S. Smith apontaram ainda que o rosto da estatueta se assemelha mais ao das estátuas da época de Quenerés, Joser e Seneferu em execução. Os rostos de Quenerés e Seneferu também não têm barba e a expressão facial de Quéops parece ser modelada nas estátuas de calcário de Joser. Em particular, o nariz largo, o rosto arredondado e as sobrancelhas bastante esquemáticas são claramente inspirados no estilo artístico da III dinastia. As orelhas ligeiramente protuberantes lembram as das estátuas de Quenerés. Com esta composição facial, o retrato está estilisticamente em transição da forma arcaica para o estilo clássico do Reino Antigo. Esse estilo artístico não pode mais ser percebido nas obras de arte de nenhum rei depois de Ratoises; desde Quéfren, as representações dos reis incluem a barba cerimonial. A elaboração artística da figura de marfim foi universalmente aclamada por pesquisadores como "magistral" e "profissional". É até hoje a primeira escultura egípcia conhecida que mostra um rei usando a coroa vermelha. Isso se torna mais comum desde Quéfren.
Zahi Hawass, por outro lado, duvida que a estatueta seja contemporânea. Considera a datação de Petrie suspeita por causa das circunstâncias da descoberta e aponta que o rosto é anormalmente redondo e rechonchudo e não mostra qualquer emoção. Em contraste com Petrie e Margaret Alice Murray, que descreveu o rosto da estatueta como "poderoso" e "intimidador" (de acordo com as tradições gregas sobre Quéops), Hawass viu o rosto de um homem muito jovem, possivelmente menor de idade. Hawass compara a aparência facial da estatueta com as estátuas de outros reis contemporâneos (como Seneferu, Quéfren e Miquerino). Os rostos desses três são de proporções mais normais, delgados e amigáveis - se conformam à forma ideal que conscientemente diverge da realidade. Em particular, uma estatueta de marfim de Miquerino, agora em exibição no Museu de Boston sob o número Boston 11.280a-b, desperta o interesse de Hawass. Embora agora sem cabeça, esta figura exibe um esquema semelhante ao da estatueta Quéops, mas seu corpo é muito esguio e atlético e sua execução é significativamente mais cuidadosa. A aparência de Quéops na estatueta, no entanto, é considerada não muito bem trabalhada. O próprio, na visão de Hawass, nunca teria permitido que um item tão rudimentar fosse exibido em seu palácio ou em qualquer outro lugar. Além disso, Hawass alega que a forma do trono não tem contrapartida na arte do Reino Antigo: No Reino Antigo, as costas do trono real subiam até o pescoço do governante. Para Hawass, uma prova conclusiva de que a estátua deve ser uma reprodução de uma época posterior é o chamado mangual neeneque (Nehenekh) na mão esquerda de Quéops. As representações escultóricas de um rei com um mangual como uma insígnia cerimonial não aparecem cronologicamente antes do Reino Novo. Zahi Hawass, portanto, chega à conclusão de que a figura foi provavelmente vendida a um cidadão piedoso ou peregrino como um amuleto ou talismã na XVI dinastia (ou posterior). A presença da estatueta em seu local de localização seria, então, o resultado do uso como uma oferta votiva.
Zahi Hawass está convencido de que a estatueta é provavelmente uma réplica de uma estátua em tamanho natural ou maior. Em sua opinião, o original provavelmente estava localizado em Mênfis, no Baixo Egito, o que explicaria por que usa a coroa vermelha. Esta suposição também sustentou sua datação da XVI dinastia: naquela época, as homenagens ao Reino Antigo eram muito populares; divindades antigas e há muito esquecidas eram retratadas em relevos e estátuas e miniaturas de estátuas reais feitas e vendidas como talismãs ou oferendas votivas e títulos antigos e há muito esquecidos do Reino Antigo foram reprisados e concedidos aos oficiais. Por exemplo, o templo do rei Taraca contém relevos que são modelados a partir de murais do Reino Antigo de contextos totalmente diferentes. Finalmente, Hawass afirma que o rosto da estatueta se parece mais com as cabeças de granito preto de Taraca. Citando o trabalho de William S. Smith, Hawass afirma que as estátuas dos Reis do Reino Antigo foram produzidas em massa posteriormente, que isso provavelmente também se aplica à estatueta em questão e que a forma desleixada da estatueta corrobora isso.